# خودآزمایی پستان
خودآزمایی پستان (به انگلیسی: Breast Self-Examination) (به اختصار BSE) یکی از انواع روش‌های شناسایی زودهنگام سرطان پستان است. در این روش خود فرد با لمس و مشاهده، هر قسمت از پستان را که برآمدگی، به‌هم‌ریختگی یا تورم دارد بررسی می‌کند.
BSE در گذشته به عنوان یکی از اصلی‌ترین روش‌های غربالگری سرطان، در مراحل اولیه شناخته می‌شد تا بیشتر قابل درمان باشد، اما نتایج یکی از پژوهش‌های RCT نشان داد که این روش در پیشگیری از مرگ‌ها بر اثر سرطان پستان تاثیرگذار نیست و در واقع باعث ایجاد اضطراب و بیوپسی و جراحی‌های غیر ضروری می‌شود.

## روش‌ها

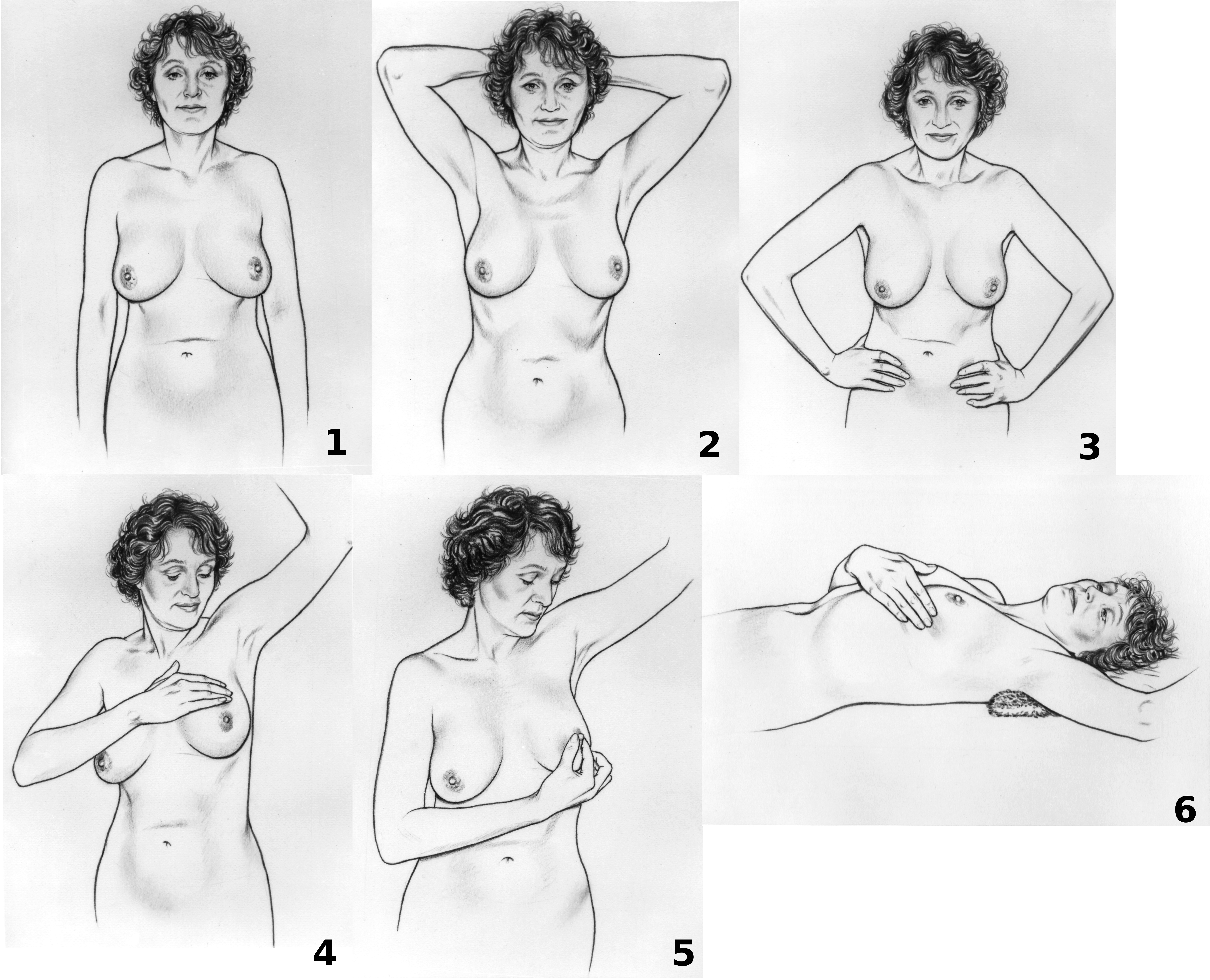
مثالی برای یکی از روشهای خودآزمایی پستان در ۶ مرحله به صورت زیر:
- ۱-۳: با دستان افتاده کنار بدن، بالا پشت سر و در بغل‌ها، بررسی بدن برای علائم ظاهری را آغاز کنید.
- ۴: مرحله چهارم لمس‌کردن پستان با کف انگشتان می‌باشد.
- ۵: در این مرحله باید نوک پستان همانند مرحله چهارم لمس و بررسی شود.
- ۶: مرحله ششم مرحله لمس‌کردن پستان در حالت خوابیده است.

روش‌های زیادی برای خودآزمایی پستان معرفی شده‌اند و در اکثر آن‌ها بانوان باید در مقابل آینه بایستند به گونه‌ای که تنه‌ی آن‌ها کاملاً قابل مشاهده باشد. سپس باید از نظر علائم ظاهری مثل فرورفتگی، ورم یا قرمزی در پستان یا اطراف پستان بررسی و مشاهده کند. این‌کار می‌بایست در چندین حالت مختلف تکرار شود، مثلاً در حالیکه دستان بر لگن تکیه دارند و در حالتی‌که دست‌ها روی سر قرار گرفته باشند.
زن باید بعد از آن با کف انگشتان دست پستان را لمس کرده تا هر نوع برآمدگی (چه ظاهری و چه تورفتگی‌ها در بافت) یا سختی را پیدا کند. چندین گام متفاوت وجود دارند که باید از اینکه هر مرحله به درستی انجام می‌پذیرد مطمئن ساخته شود.
گام عمودی شامل حرکت انگشت به بالا و پایین بر روی پستان می‌باشد. گام دیگر آن از نوک پستان شروع می‌شود و به بیرون می‌رود. گام دایره‌ای یا مدور شامل حرکت انگشتان دست در حلقه‌ای هم‌مرکز از نوک پستان به بیرون می‌باشد. برخی از دستورعمل‌ها پیشنهاد تقسیم پستان به چهار ربع و چک کردن هر ربع به صورت جداگانه را می‌دهند. روند لمس، تمام پستان را تحت پوشش قرار می‌دهد، از جمله "دم زیر بغل" از هر پستان که به هر زیر بغل گسترش داده شده‌اند. این‌کار معمولاً ایستاده در مقابل آینه و در حالت دراز کشیده انجام می‌شود.
در نهایت، زنانی که شیردهی نمی‌کنند، باید به‌ملایمت نوک پستان‌ها را فشار دهند تا حالت تخلیه‌شدن یا نشدن مواد درونی پستان بررسی شود.
انواع دستگاه‌های حفظی به عنوان دستگاه‌های آموزش‌دهنده استفاده می‌شوند. یکی از آن‌ها با نام هفت پی از بی‌اس‌ای (seven P's of BSE) شناخته می‌شود، که به دلیل هفت حرف اول از هفت مرحله این دستگا به همین نام شناخته شده است: حالت‌ها، محیط، لمس، فشار، الگو، تمرین و برنامه‌ریزی. 
برای زنان قبل از یائسگی، اغلب مواد و روش‌ها نشان می‌دهد که این خودآزمایی به دلیل نوسانات هورمون طبیعی تغییر در سینه، در همان مرحله از چرخه قاعدگی زن انجام شود. زمانی که بیشتر از همه توصیه می‌شود درست پس از پایان دوره قاعدگی یا پریود است به دلیل این‌که پستان‌ها در این زمان کمتر سخت و ورم‌کرده می‌باشند. زنانی که پس از یائسگی هستند یا دوره‌های نامنظم دارند، می‌توانند خود را یک‌بار در ماه بدون در نظر گرفتن چرخه قاعدگی، خودآزمایی کنند.

## محدودیت‌ها
با توجه به متاآنالیزی در بنیاد همیاری کوکران، دو آزمایش بزرگ هیچ اثرات سودمندی را از خودآزمایی پستان نشان نداد «اما نشان آسیب‌رسانی بیشتر از نظر تعداد افزایش شناسایی ضایعات خوش‌خیم و افزایش تعداد نمونه انجام شده را نشان می‌دهد.» آنها نتیجه گرفتند، «در حال حاضر، خودآزمایی پستان به طور شخصی یا خودآزمایی فیزیکی نمی‌تواند پیشنهاد شود.»
اگر چه خودآزمایی پستان تعداد بیوپسی‌های انجام شده روی زنان را افزایش می‌دهد، باعث کاهش مرگ‌ومیر نخواهد شد. در یک کارآزمایی بزرگ بالینی، ۱۳۲،۹۷۹ زن چینی که در کارخانه‌ای کار می‌کردند توسط برای خودآزمایی پستان تعلیم داده شدند، و در همین حال ۱۳۳،۰۸۵ نفر دیگر تعلیم داده نشدند. زنان که تدریس شده بودند بیشتر از کسانی که در گروه شاهد بودند به تشخیص برآمدگی‌های پستانی گرایش داشتند. زنان آموزش‌دیده‌شده بیشتر در مراحل اولیه بیماری‌های پستان یا خوش‌خیم تشخیص داده شده‌بودند که بر مرگ‌ومیر تاثیری نمی‌گذاشت.
از آنجا که خودآزمایی پستان زندگی را نجات نمی‌دهد، به صورت منظم توسط مقامات بهداشتی برای استفاده عمومی دیگر پیشنهاد نمی‌شود. هر چند می‌تواند برای برخی زنان مناسب باشد. آگاهی از سلامت پستان و آشنایی با بدن خود فرد به طور معمول به جای خودآزمایی‌ها به کارمی‌روند.

## توصیه‌ها
سازمان بهداشت جهانی، کارگروه مراقبت‌های بهداشتی پیشگیرانه کانادا و بسیاری از سازمان‌های علمی دیگر انجام معاینات پستان توسط خود بانوان را توصیه نمی‌کنند. کالج پزشکان عمومی رویال استرالیا اظهار می‌دارد که آموزش زنان به انجام خودآزمایی پستان چندان سودمند به نظر نمی‌رسد. با این حال، در ایالات متحده، هیچ توافقی بین سازمان‌های مرتبط وجود ندارد، انجمن پزشکی آمریکا توصیه می‌کند ماهانه خودآزمایی پستان انجام شود، در حالی که انجمن سرطان آمریکا، انستیتوی ملی سرطان، کارگروه خدمات پیشگیرانه ایالات متحده، و شبکه جامع ملی سرطان، نه به خوآزمایی توصیه و نه از آن منع می‌کنند.